# Coluzea aapta
Coluzea aapta is een slakkensoort uit de familie van de Turbinellidae. De wetenschappelijke naam van de soort is voor het eerst geldig gepubliceerd in 1986 door Harasewych.